# Erromenus caelator
Erromenus caelator là một loài tò vò trong họ Ichneumonidae.